# جون روبرتس (ممثل)
جون روبرتس (بالإنجليزية: John Roberts)‏ هو مخرج وممثل أمريكي، ولد في 10 نوفمبر 1971 ببروكلين في الولايات المتحدة.

## أعمال

### مسلسلات
- برغر بوب

## وصلات خارجية
- جون روبرتس على موقع IMDb (الإنجليزية)
- جون روبرتس على موقع ميوزك برينز (الإنجليزية)
- جون روبرتس على موقع قاعدة بيانات الفيلم (الإنجليزية)